# Manuel Alonso García
 Manuel Alonso García  (Cervatos de la Cueza, Palencia, España, 30 de diciembre de 1926-5 de abril de 1988) fue un profesor universitario y abogado español especializado en el derecho laboral de larga trayectoria en su país.

## Actividad profesional
Obtuvo con brillantes calificaciones su licenciatura y su doctorado en Derecho en la universidad que más adelante se denominó Universidad Complutense. Fue ayudante de clases prácticas de Derecho del Trabajo colaborando con los profesores Eugenio Pérez Botija, José Gascón y Marín y, más adelante, con Gaspar Bayón Chacón. Dictó siete cursos de Derecho Administrativo y Derecho Político en el Centro de Estudios Universitarios de la Fundación San Pablo y fue Jefe de administración del Ministerio de Educación y Ciencia.
En 1958 obtuvo por concurso la cátedra de Derecho del Trabajo en la Universidad de Barcelona por lo que dictaba la materia en la Facultad de Derecho y en la Facultad de Ciencias Económicas y Empresariales. Como era el primer profesor nombrado para la materia, tuvo una ardua labor ya que debió redactar programas y apuntes, elegir bibliografía y colaboradores, etc. En esa etapa en Barcelona publicó Introducción al Derecho del Trabajo (1958), Derecho del Trabajo (volúmenes 1 y 2) en 1960, Derecho Procesal del Trabajo (tomo 1) en 1963 y Curso de Derecho del Trabajo (1967).
Al comenzar el curso 1979-1980 pasó a la Universidad Complutense reemplazando en la cátedra a Gaspar Bayón Chacón. Escribió además de los libros citados, diversos trabajos sobre su especialidad, concurrió a congresos y reuniones de Derecho del Trabajo y fue elegido para presidir la Asociación Española de Derecho del Trabajo y de la Seguridad Social. En forma paralela a la actividad docente ejerció la abogacía uniendo su versación teórica a su capacidad práctica.
Manuel Alonso García falleció el 5 de abril de 1988.